# (2245) Hekatostos
(2245) Hekatostos est un astéroïde de la ceinture principale.

## Description
(2245) Hekatostos est un astéroïde de la ceinture principale. Il fut découvert par Lioudmila Tchernykh le 24 janvier 1968 à l'observatoire d'astrophysique de Crimée. Il présente une orbite caractérisée par un demi-grand axe de 2,63 UA, une excentricité de 0,131 et une inclinaison de 11,853° par rapport à l'écliptique.
Il fut nommé en référence au nombre ordinal grec Hekatostos (centième en français) qui commémore la 100e planète mineure numérotée des découvreurs, résultat d'un effort conjoint de l'Institut d'Astronomie Théorique de Leningrad et de l'observatoire d'astrophysique de Crimée à Nauchnij.

## Compléments